# Kitsarin Chinasri
Kitsarin Chinasri (thailändisch กฤสรินทร์ ชิณะศรี, * 29. Juni 1999 in Udon Thani), auch als Jeff bekannt, ist ein thailändischer Fußballspieler.

## Karriere
Kitsarin Chinasri stand von 2018 bis 2019 beim Chainat Hornbill FC unter Vertrag. Der Verein aus Chainat spielte in der ersten Liga des Landes, der Thai Premier League. Die Saison 2018 wurde er an den Viertligisten Uttaradit FC ausgeliehen. Mit dem Verein aus Uttaradit spielte er in der vierten Liga, der Thai League 4. Mit dem Verein trat er in der Northern Region an. Ende 2018 wurde er mit dem Verein Meister der Region. Anfang 2019 kehrte er nach der Ausleihe nach Chainat zurück. Hier wurde er hauptsächlich in der U23-Mannschaft eingesetzt. Die U23 spielte in der vierten Liga. Sein Erstligadebüt gab er am 26. Oktober 2019 im Auswärtsspiel beim Chonburi FC. Hier wurde er in der 81. Minute für Chatri Rattanawong eingewechselt. Im April 2021 wechselte er wieder auf Leihbasis zum Uttaradit FC. Ende 2021 kehrte er nach Chainat zurück. Für Chainat bestritt er 20 Ligaspiele. Nach der Saison wurde sein Vertrag im Sommer 2023 nicht verlängert. Im Juli 2023 wurde er vom ebenfalls in er zweiten Liga spielenden Samut Prakan City FC aus Samut Prakan unter Vertrag genommen. Nach einer Spielzeit, in der er zwölf Ligaspiele bestritt, wechselte er im Juli 2024 zum Drittligisten Lopburi City FC. Mit dem Verein aus Lop Buri spielt er in der Central Region der Liga.

## Erfolge
Uttaradit FC
- Thai League 4 – North: 2018